# Siberia

Le più grandi città della Siberia e la ferrovia Transiberiana

La Siberia (in russo Сиби́рь? Sibir'; in tataro: Seber; in mongolo сибирь Sibir) è un territorio dell'Asia settentrionale, con la quale, secondo la definizione prevalente, coincide, e che si estende, in longitudine, dal piede orientale dei monti Urali fino alle rive del Pacifico e, in latitudine, dalle catene dei monti Altaj e dei monti Saiani fino alle rive del Mar Glaciale Artico, territorio tutto compreso nella Russia.
Il limite meridionale corrisponde al confine della Russia con la Mongolia e con la Manciuria cinese, mentre tra il monte Beluha (Altaj) e gli Urali il limite è segnato all'incirca dal confine settentrionale del Kazakistan. La costa del Mar Glaciale Artico si articola in numerose insenature, soprattutto in corrispondenza delle foci dei fiumi, e in accentuate penisole, come quelle di Jamal, di Gyda e del Tajmyr; appartengono alla Siberia anche l'arcipelago della Terra del Nord (Severnaja Zemlja), quello della Nuova Siberia e più a oriente l'isola di Wrangel.
Sul fronte del Pacifico, dopo la penisola dei Čukči, che protende sullo stretto di Bering il capo Deznëv, si trova la lunga penisola di Kamčatka, continuata dall'arcipelago delle isole Curili che circondano e chiudono il Mare di Ochotsk, e l'isola di Sachalin che è separata dal continente dallo stretto dei Tartari, attraverso il quale, come attraverso lo stretto di La Pérouse, si penetra nel Mar del Giappone. Entro questi limiti la Siberia misura ca. 13 milioni di km², ma ha una popolazione piuttosto scarsa, di ca. 36 milioni di abitanti nel 2017.
L'immenso territorio presenta da area ad area notevoli differenze di condizioni morfologiche e climatiche e anche diversità di popolamento e di sviluppo economico; pertanto in prima approssimazione si suol dividere in tre grandi parti: la Siberia Occidentale tra gli Urali e lo Jenisei, quasi tutta pianeggiante; la Siberia Orientale tra lo Jenisei e la Lena, formata di altopiani e di montagne specialmente nel territorio della Jacuzia, che giunge fino allo stretto di Bering; l'Estremo Oriente russo, che comprende la valle del fiume Amur, le province costiere sul Pacifico dalla penisola di Kamčatka fino a Vladivostok.

## Etimologia
Alcune fonti dicono che "Siberia" deriva dalla parola del turco antico per "terra dormiente" o "bello" (Siber). Un'altra versione è che questo nome era l'antico nome tribale dei Sabiri, un popolo nomade, in seguito assimilato ai Tartari Siberiani. Un'ulteriore variante sostiene che la regione sia stata nominata basandosi sul nome del popolo Xibe. L'uso moderno del nome è apparso nella lingua russa dopo la conquista del Khanato di Sibir. La spiegazione molto plausibile che il nome derivi dalla parola russa per "nord" (север, separato) viene proposta dallo storico polacco Chycliczkowski, ma questa spiegazione è respinta da Anatole Baikaloff dato che è dubbio il fatto che in antico alcuni tra i vicini cinesi, arabi e mongoli (il cui nome per la regione è simile) sapessero il russo. Il suo suggerimento è che il nome sia una combinazione di due parole turche, "su" (acqua) e "birr" (terra selvaggia).

## Geografia fisica

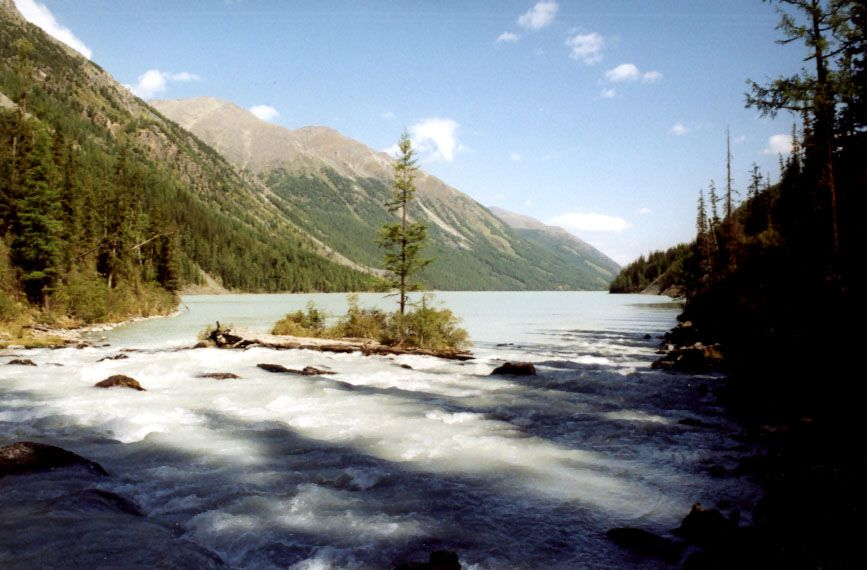
Il lago Kutsherla sui monti Altaj

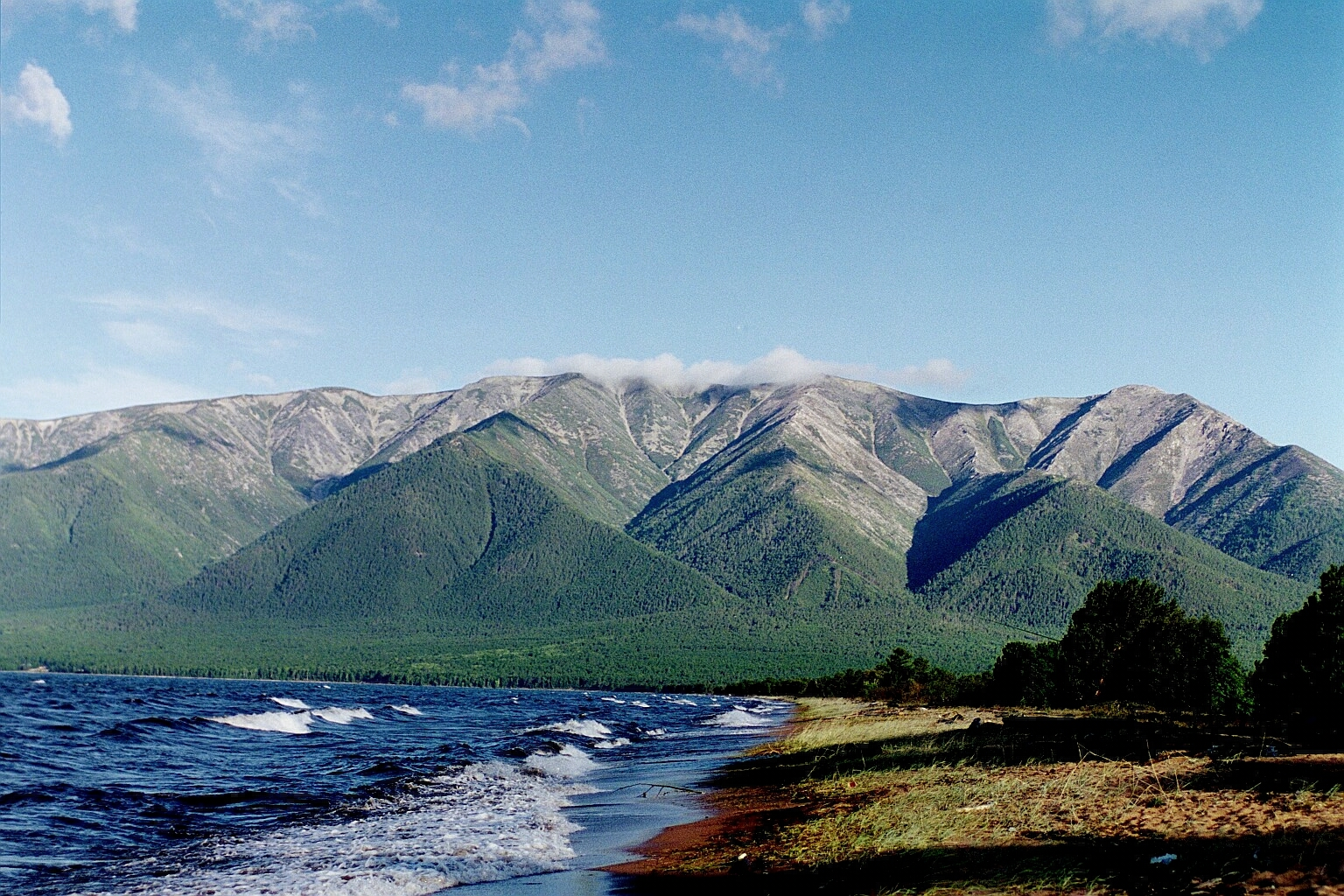
La penisola di Svyatoy Nos nel lago Bajkal

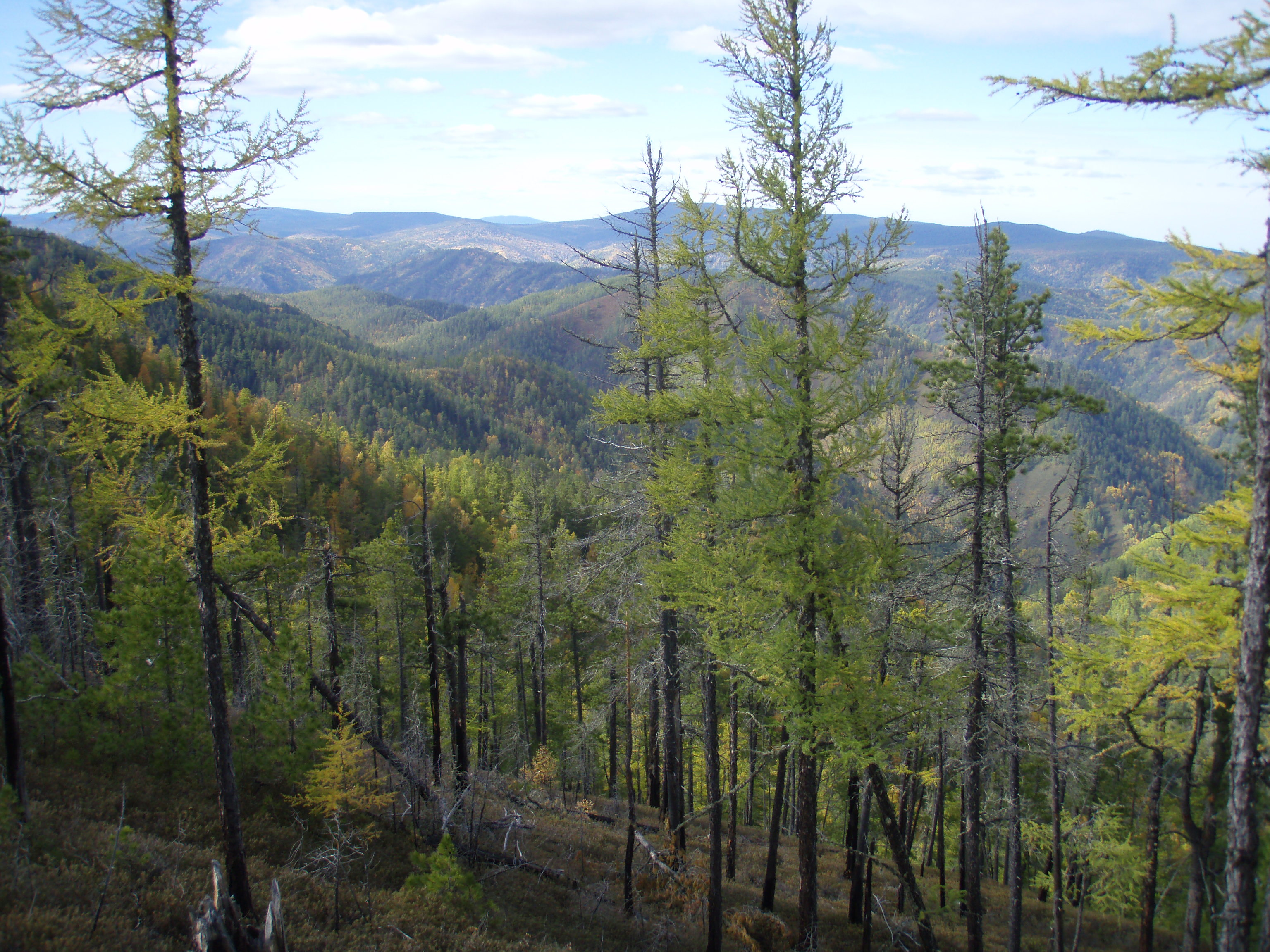
La taiga siberiana

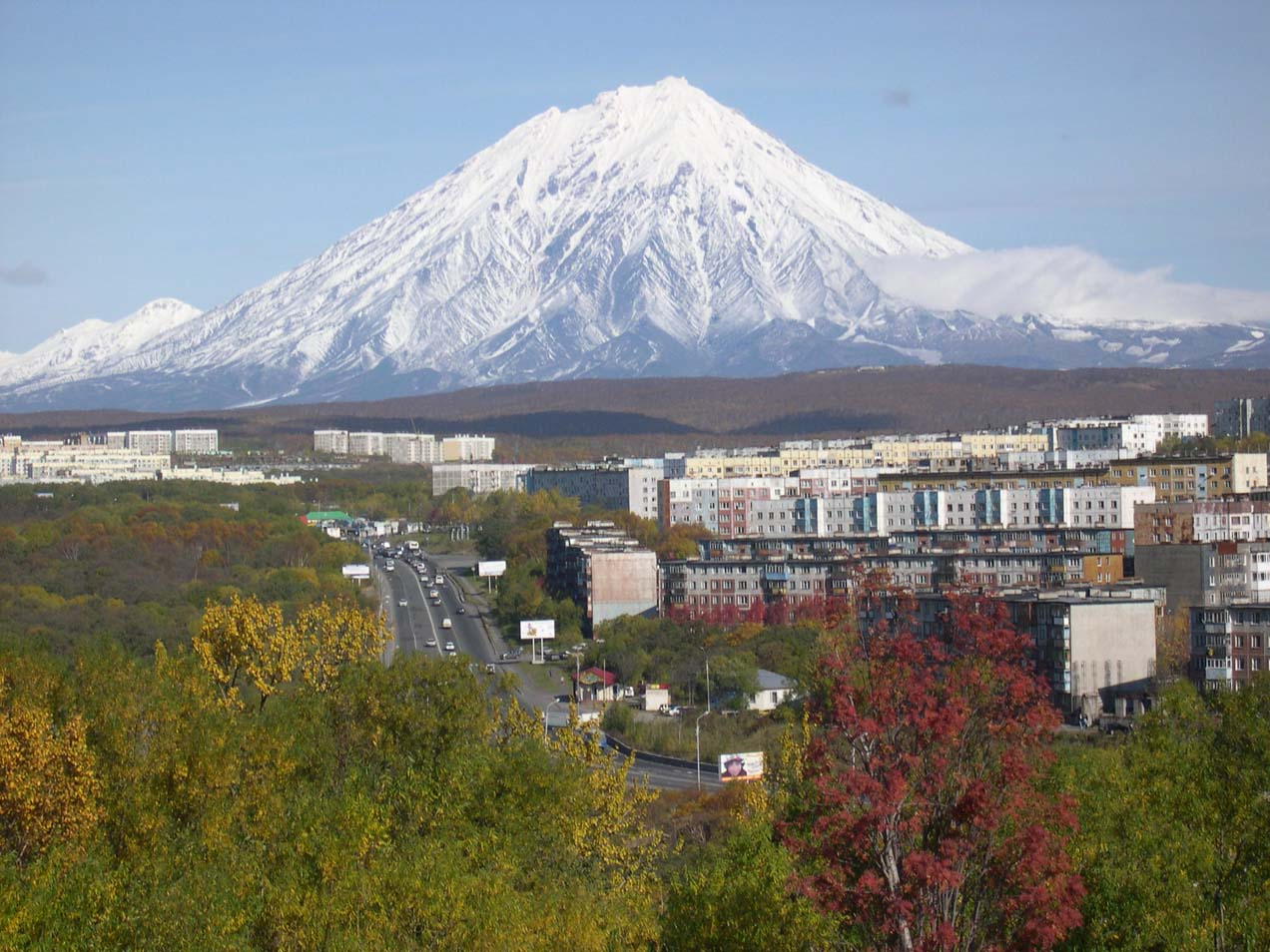
Il vulcano Korjakskij sovrasta Petropavlovsk-Kamčatskij nella penisola di Kamčatka

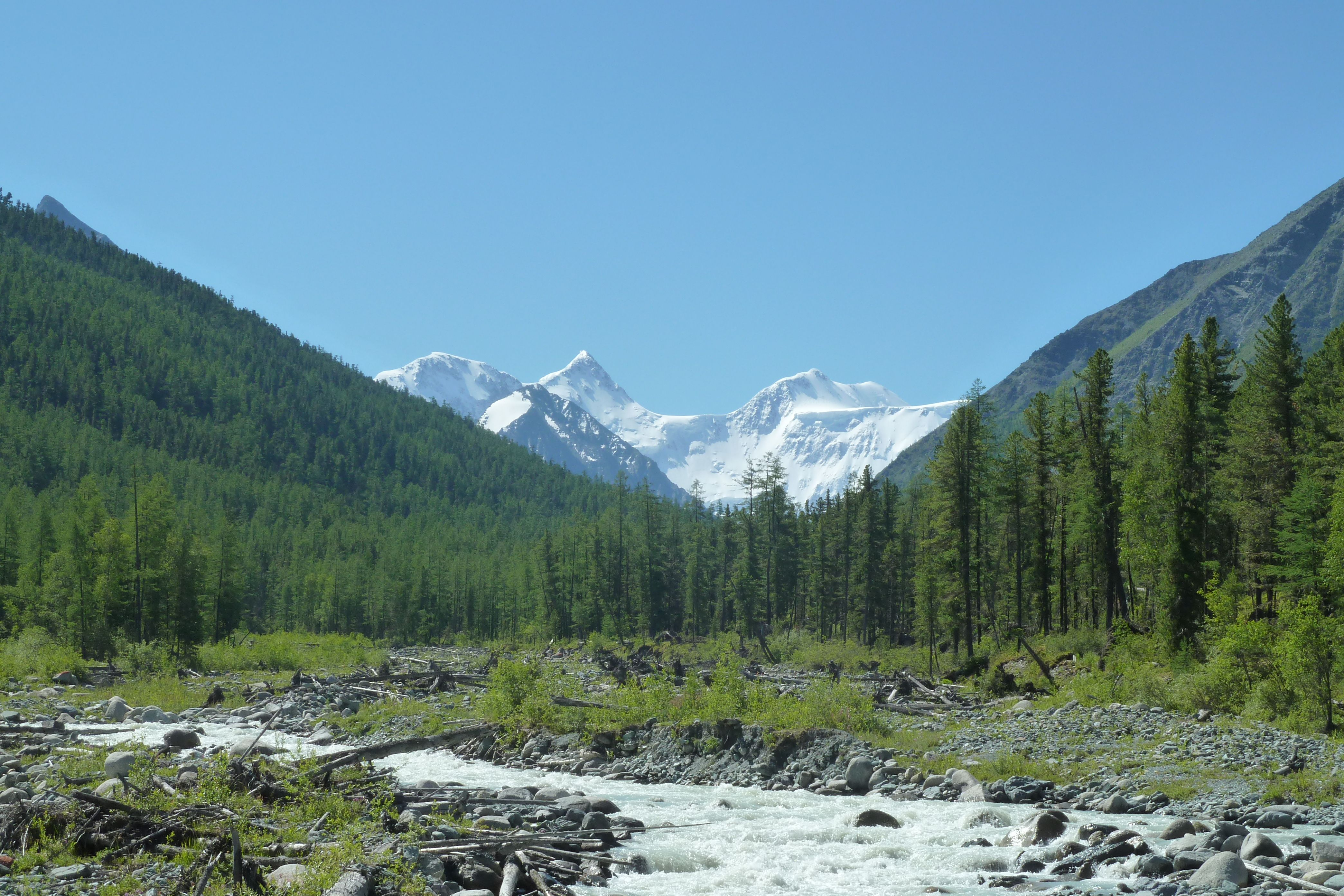
Il monte Belucha

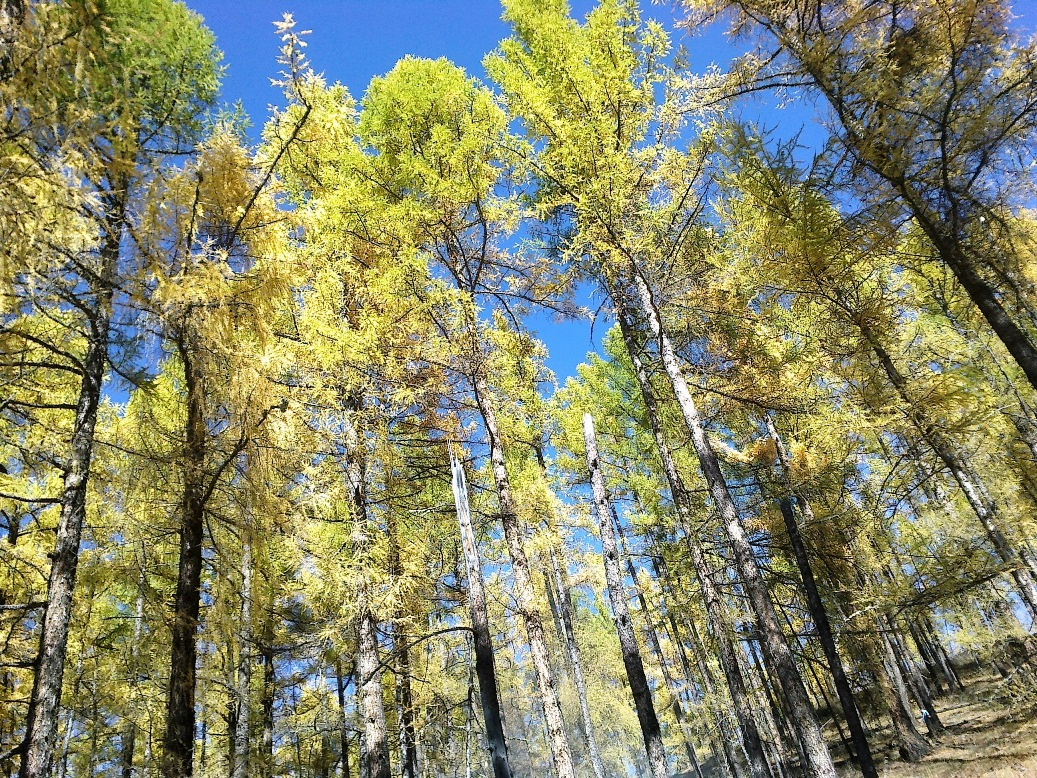
Foresta sui monti Saiani Orientali, in Buriazia

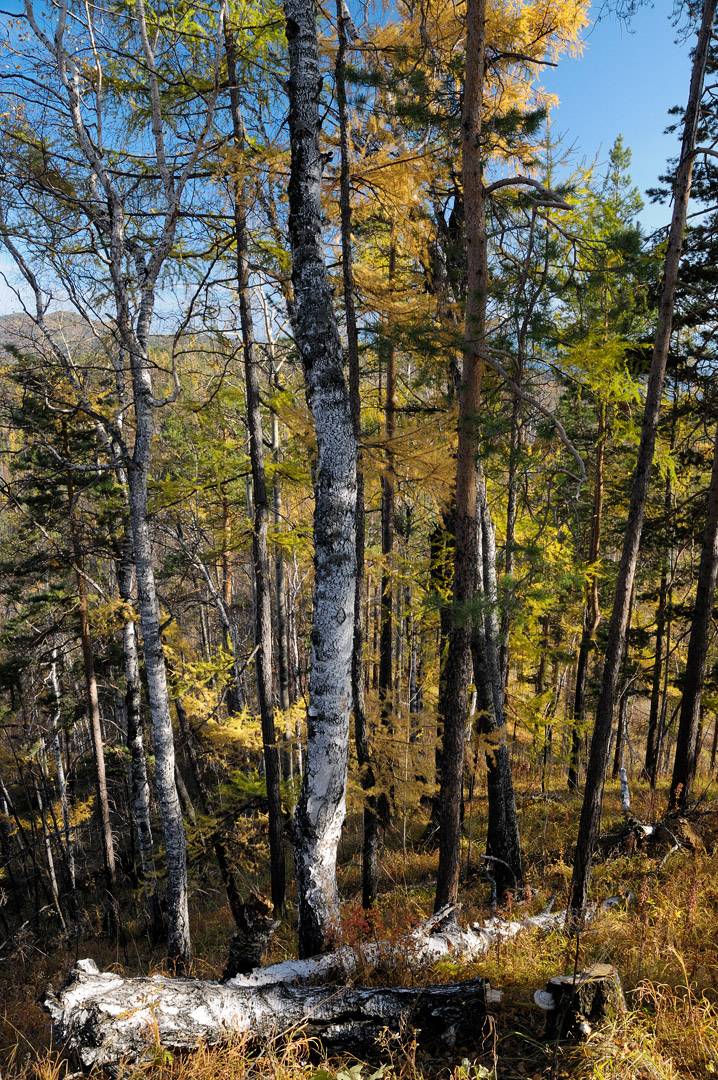
Taiga nei pressi del lago Bajkal

### Morfologia
Tra il piede orientale degli Urali e il corso dello Jenisei si estende la pianura della Siberia occidentale, che può essere considerata come la continuazione, al di là degli Urali, del tavolato della Russia europea. Questa pianura, che è limitata a sud dai rilievi dei Kirghisi (che si stendono dal lago Balchaš verso gli Urali meridionali, ma che sono fuori dal territorio politico siberiano), poggia su un antico imbasamento del periodo erciniano, occupato dal mare fino nell'Era terziaria e ricoperto di un rivestimento sedimentario di scarso spessore, sul quale si stendono depositi alluvionali recenti e, nella parte settentrionale, anche depositi morenici. Caratteri generali dell'immensa pianura, che misura oltre 2000 km da nord a sud ed è altrettanto larga da est a ovest, sono l'uniformità assoluta e la mancanza di pendenza, che rende difficile lo scorrimento delle acque superficiali verso il mare.
I grandi fiumi come l'Ob' e il suo affluente Irtyš e lo Jenisei, che hanno le loro sorgenti nelle montagne periferiche meridionali degli Altaj e dei Monti Saiani, quando raggiungono la pianura hanno il loro letto a un'altezza inferiore a 100 metri. Così l'Irtyš è appena a 67 m sul livello del mare a Omsk, e alla stessa altitudine è l'Ob' a Tomsk, mentre si trovano a ca. 2000 km dalla foce nel Mar Glaciale Artico. Anche lo Jenisei, che segna il limite orientale della grande pianura, a Jeniseisk, a oltre 2000 km dal mare, ha un'altitudine di appena 70 metri. La difficoltà dello scorrimento delle acque fa sì che la pianura a nord del 60º parallelo sia in gran parte paludosa. Anche la costa è bassa e melmosa ed è incisa da estuari enormi, come quello dell'Ob', che ha una lunghezza di 800 km. Verso sud-est la pianura termina ai piedi delle alture che scendono dai monti Altaj e dai Saiani e comprende una serie di bacini ricchi di minerali e specialmente di carbone, come nella depressione di Kuzneck e in quella di Minusinsk e della regione di Krasnojarsk.
A oriente dello Jenisei e fino al corso medio della Lena, la Siberia centrale è formata di altopiani monotoni, costituiti dalle antiche formazioni della Terra dell'Angara, la parte geologicamente più antica dell'Asia settentrionale. Questi altopiani hanno un'altitudine media inferiore ai 500 m, tranne che verso il corso dello Jenisei, dove si trovano dei rilievi più accentuati, come i monti Polkan, che superano i 1000 m, e i monti Putorana, a est di Igarka, che raggiungono i 1500 m. Gli altopiani sono divisi in parti minori dalle profonde incisioni scavate dalle tre Tunguske che scendono allo Jenisei; verso nord poi finiscono su un largo corridoio pianeggiante che dall'estuario dello Jenisei si estende fino a quello del Chatanga e alla foce della Lena, separando nettamente il massiccio dei monti Byrranga (1000 m s. m.), che occupano la parte centrale della penisola del Tajmyr. Nella parte meridionale, tra i Saiani orientali e il mare di Ochotsk, il territorio è molto montagnoso con una serie di creste parallele fra di loro e orientate da sud-ovest a nord-est fra la zona del lago Bajkal e la valle del fiume Argun, di cui più noti sono i monti Jablonovyj che sono continuati dai monti Stanovoj fino alle coste del mare di Ochotsk.
A oriente della Lena, le montagne si sviluppano in grandi sistemi arcuati, di cui i principali sono i monti di Verkojansk che dominano verso sud e verso ovest la valle della Lena e del suo affluente Aldan, e hanno un'altezza media di 1500 metri. Seguono, tra il corso della Jana e la valle dell'Indigirka, i monti Čerskij, ancora poco conosciuti, che culminano a 3147 m nel monte Pobeda. I monti Stanovoj sono continuati lungo il mare dai monti Dzugdzur che si allacciano al grande arco dei monti del Kolyma, i quali raggiungono a nord il massiccio dell'Anadyr, che termina nella penisola dei Čukči. Dal golfo dell'Anadyr' si volgono verso sud i monti dei Coriacchi che si continuano nella doppia catena della penisola di Kamčatka, che ha un'altitudine media di 2500 m, ma è sovrastata da numerosi coni vulcanici, tra cui il monte Ključev, vulcano attivo, che raggiunge 4750 m sul mare. Il rilievo del bacino dell'Amur si compone di allineamenti che hanno andamento da sud a nord come i monti della Bureja e, tra il corso inferiore dell'Amur e la costa del Mar del Giappone, i monti Sichotė-Alin' che terminano a sud, presso Vladivostok.

### Clima
Il clima della Siberia è estremamente continentale con inverni freddi e lunghi ed estati brevi e abbastanza calde, per cui l'escursione annua della temperatura è molto forte.
Nella Siberia occidentale le temperature invernali e l'escursione annua sono meno accentuate che nella Siberia centrale. Così a Novosibirsk la media di gennaio è di -20 °C e la media di luglio è di 20 °C, con un'escursione annua di 40 gradi; medie invernali e medie estive simili sono state registrate a Salechard, sull'estuario dell'Ob', e a Jeniseisk, sul fiume omonimo. La piovosità è sufficiente e varia da 300 a 400 mm annui nella zona a nord del 55º parallelo; per quanto le piogge siano prevalentemente estive, la caduta della neve è abbondante e si mantiene durante tutto l'inverno. Il passaggio dall'inverno all'estate è rapido e accompagnato da violenti temporali e dal disgelo.
Nella Siberia orientale gli inverni sono più lunghi e più rigidi e le medie del gennaio si abbassano; così Irkutsk ha una media di -20 °C, Čita di -27,6 °C e Aldan di -40 °C, mentre le medie estive sono rispettivamente di 12 °C, 15 °C, 14 °C. A Verkojansk, sulla Jana, la media di gennaio è di -50,5 °C e quella di luglio di 15,5 °C; durante gennaio il termometro non sale mai al di sopra di -16 °C. L'escursione annua che è di 42,6 °C a Čita e di 54 °C ad Aldan, arriva a 66 °C a Verkojansk. La piovosità è notevolmente inferiore a quella della Siberia occidentale e va da 300 mm della zona meridionale a 150 mm nel bacino della Lena; cade quasi esclusivamente nell'estate, per cui le nevi sono molto scarse e il suolo superficialmente gela.
Nell'Estremo Oriente russo l'influenza del monsone estivo e quella oceanica portano a una attenuazione delle medie di gennaio, e a una piovosità molto più accentuata su tutta la zona periferica costiera nell'isola di Sachalin e nella Kamčatka. Tuttavia a Nikolaevsk, sulla foce dell'Amur, la media di gennaio è di -24 °C, mentre a Petropavlovsk sulla costa pacifica della Kamčatka la stessa media è di -10,8 °C e a Vladivostok di -13,8 °C. Tali medie basse (Vladivostok è alla stessa latitudine di Marsiglia) sono dovute alla corrente fredda che discende lungo la penisola di Kamčatka e penetra nei mari costieri. La piovosità in questa regione si aggira su 600 mm l'anno e, oltre alla zona costiera, ne beneficia anche la bassa valle dell'Amur; la pioggia è portata specialmente dal monsone estivo, ma anche nell'inverno la neve cade abbondantemente.

### Idrografia
I fiumi della Siberia hanno le loro sorgenti nei rilievi lungo il confine meridionale e vanno a sfociare nel Mar Glaciale Artico, con corsi grossolanamente paralleli. Soltanto l'Amur corre da ovest a est e sfocia nel Mare di Ochotsk, dopo aver segnato con il suo corso il confine con la Manciuria. Il fiume più occidentale è l'Ob' che nasce negli Altaj, attraversa il bassopiano raccogliendo molti affluenti, tra cui principale l'Irtyš, e dopo un corso di 5300 km finisce nel mar di Kara con un estuario di oltre 800 km. Segue lo Jenisei, lungo 4090 km, che nasce dall'altopiano della Mongolia e raccoglie le acque dell'altopiano della Siberia centrale per mezzo delle tre Tunguske; la Tunguska Superiore o Angara gli porta anche le acque del lago Bajkal. Viene poi la Lena (4260 km) che nasce nei monti della Cisbaikalia, raccoglie numerosi affluenti, tra cui il Viljuj a sinistra e l'Aldan a destra, e sfocia nel Mare di Laptev con un vastissimo delta. Più a est troviamo la Jana, l'Indigirka e il Kolyma.
Caratteri comuni di questi fiumi sono la regolarità del regime, la lentezza del corso, la grande estensione dei singoli bacini e quindi la notevole portata. Perciò i fiumi principali e i loro affluenti sono navigabili e nel loro insieme formano vaste reti navigabili, specie nella Siberia occidentale e nel bacino della Lena. Però la navigabilità è limitata dal lungo periodo di gelo che nel corso inferiore, vicino alla foce, dura anche otto mesi. E poiché il gelo comincia verso la foce, nel corso inferiore si formano grossi strati di ghiaccio che impediscono il deflusso delle acque al mare; per questo, e specialmente in primavera, nel periodo dello scioglimento delle nevi, i fiumi escono dai loro letti e allagano i territori forestali posti sulle loro rive. Carattere diverso ha l'Amur, che, come si è detto, corre da ovest a est per versarsi nel Pacifico, dopo un corso di 4480 km. L'Amur è formato dalla confluenza del Šilka con l'Argun', di cui si può considerare ramo sorgentifero lo Hėrlėn che viene dalla Mongolia. Tutti i fiumi siberiani sono ricchi di pesce, e la pesca è l'attività principale delle popolazioni rivierasche.
Relativamente scarsi sono i laghi: nella Siberia occidentale vi sono numerosi bacini che nel periodo del disgelo primaverile vanno soggetti a grandi piene e allargano di molto la loro area, ma conservano quasi sempre l'aspetto di paludi e di acquitrini. Nelle zone montane degli Altaj si trovano laghi numerosi, in parte di origine glaciale. Ma il maggior lago è il Bajkal, che occupa una fossa di avvallamento in mezzo alla regione montagnosa tra i Saiani orientali e gli Jablonoj. Il lago è lungo 671 km e largo in media 40 con una superficie di ca. 31.500 km². È un lago molto profondo, con una profondità media di 1200 m, che arriva a 1742 m nella parte centrale. E poiché il livello superficiale è a 450 m, il lago si abbassa a 1292 m sotto il livello del mare. Con la massa delle sue acque esercita un'influenza benefica sul clima delle zone costiere, ma anch'esso gela per circa sei mesi dell'anno, da novembre a maggio.

### Flora e fauna

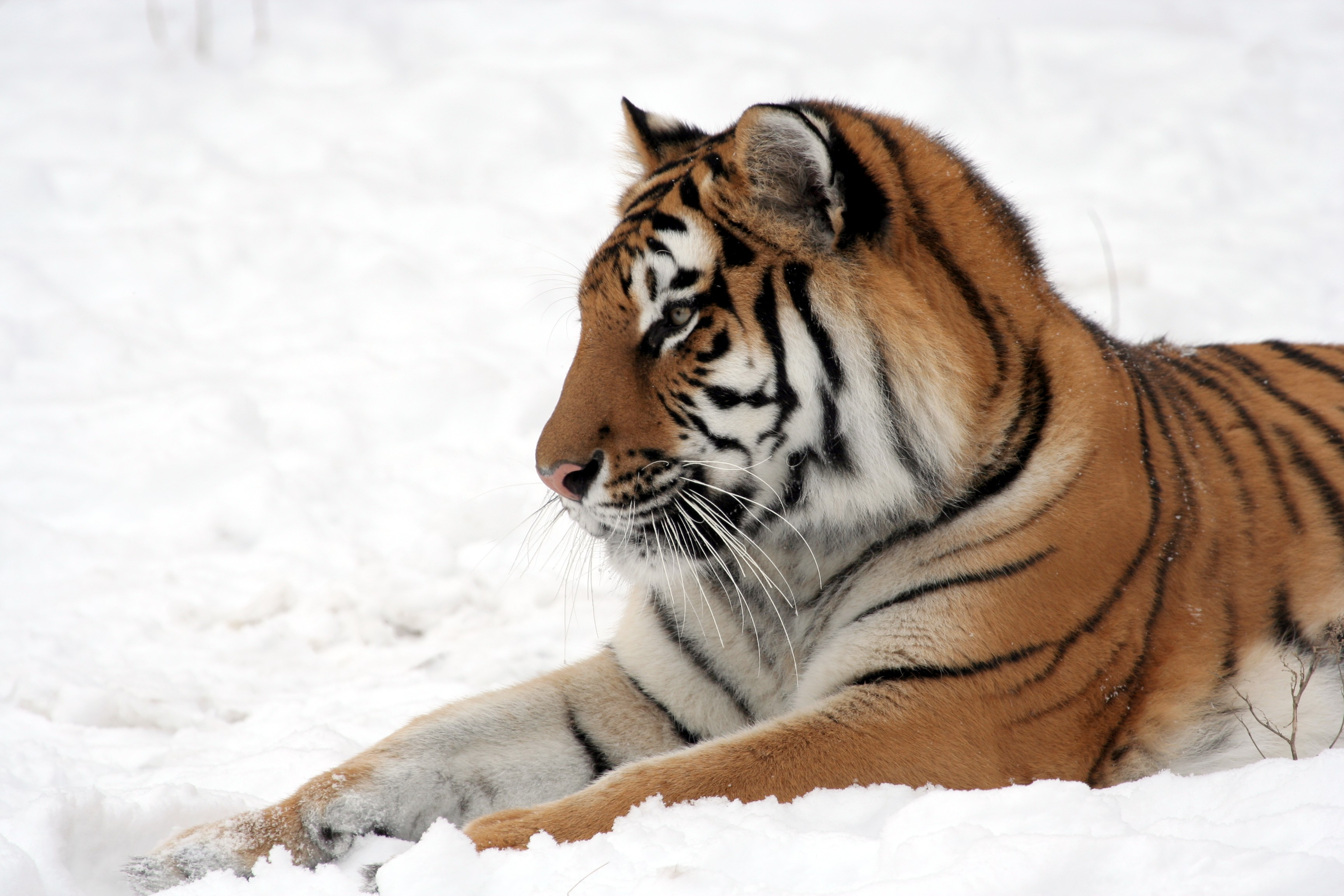
La tigre siberiana (Panthera tigris altaica) è oggi cacciata soprattutto per le sue ossa utilizzate nella preparazione della medicina tradizionale cinese

La distribuzione della vegetazione si presenta, in analogia alle condizioni climatiche, in grandi fasce che si succedono da nord a sud. Così la tundra corrisponde alla zona settentrionale di clima artico; a essa segue la grande zona forestale corrispondente alla fascia di clima continentale con precipitazioni superiori a 300 mm; più a sud, dove le estati sono più calde e le precipitazioni inferiori a 300 mm, si ha la steppa, associazione di graminacee e di piante a bulbo e a rizoma, con assenza di alberi.
La tundra è caratterizzata dalla mancanza di alberi; il suolo occupato largamente da acquitrini torbosi, nell'estate si copre di ampie distese di muschi e licheni, intervallati da spazi nudi o rocciosi. La vegetazione legnosa è rappresentata soltanto da arbusti bassi e intristiti e da betulle nane che crescono nelle parti riparate dal vento. Soltanto nella breve estate si ha una grande fioritura, dai colori vivaci. La fauna è abbastanza ricca specialmente di insetti, di roditori e di uccelli, fra cui predominano i palmipedi. L'animale più utile e caratteristico è la renna, che, allo stato domestico o selvaggio, passa nella tundra i mesi estivi vivendo di muschi e licheni, mentre si rifugia nella zona marginale della foresta durante l'inverno.
A sud del Circolo polare artico la tundra viene sostituita dalla foresta (tajga), che si estende fino alle rive del Pacifico, formando il dominio forestale continuo più vasto del mondo. Essa è formata essenzialmente di conifere e di betulle nella fascia più settentrionale, ma si trasforma in foresta di latifoglie nella parte più meridionale. Presenta però aspetti diversi secondo le regioni. Nella Siberia occidentale, lungo le rive dell'Ob' e dei suoi affluenti, dove assume il carattere di foresta umida, con acquitrini e torbiere, essa costituisce la vera e propria tajga, nome esteso a tutta la foresta settentrionale. Vi predominano le conifere e particolarmente i pini, gli abeti, i larici e i cedri siberiani; nelle zone in cui la foresta è stata distrutta, si sono formati dei boschi degradati con betulle, ontani e tremoli.

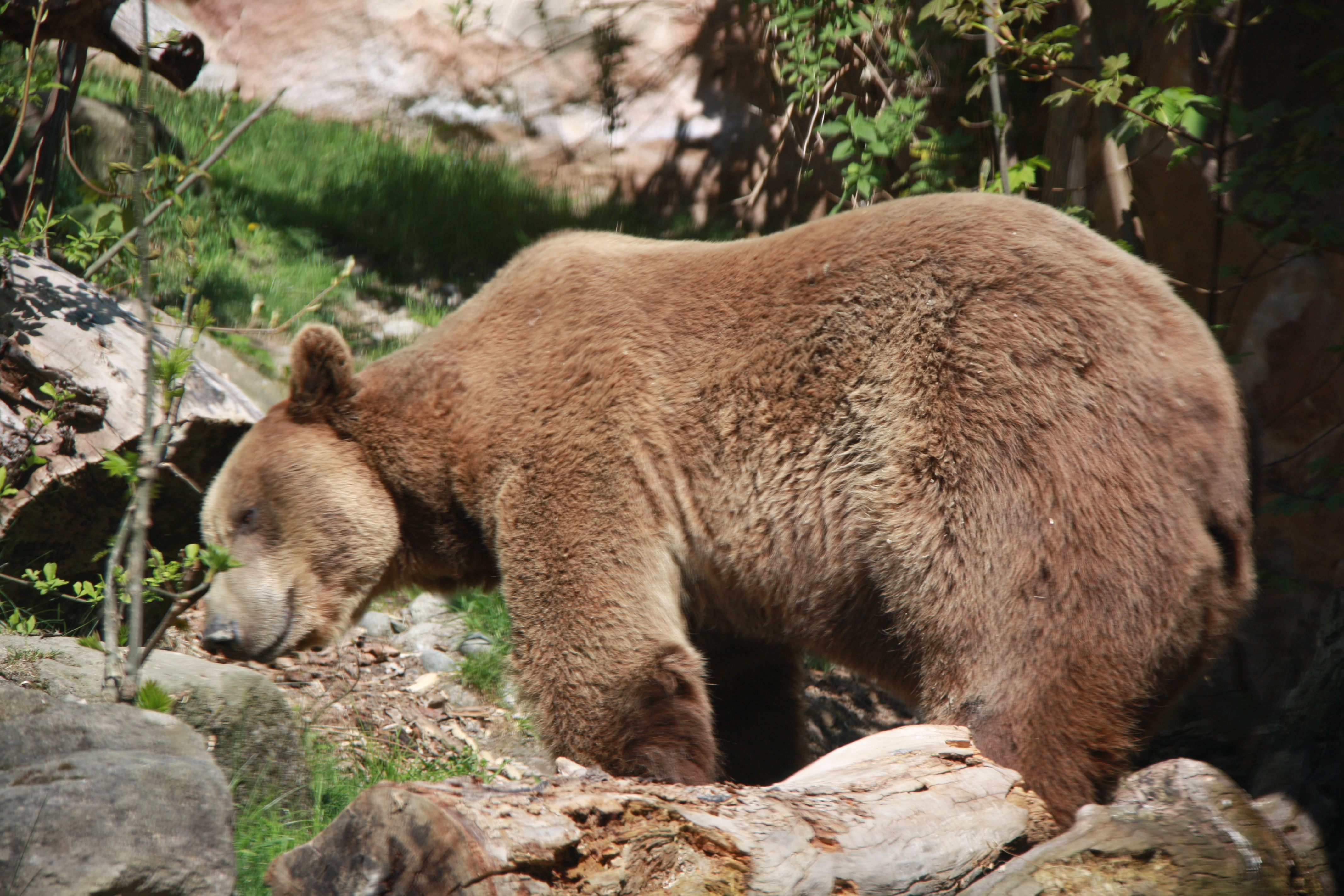
Orso bruno

Verso sud la foresta si dirada per lasciare il posto a zone erbose che vanno man mano estendendosi fino a occupare tutto il terreno. Allora la foresta è sostituita dalla steppa, la quale occupa la parte meridionale della Siberia occidentale e in particolare i medi bacini dell'Irtyš e dell'Ob' e si ritrova anche nella regione del medio Amur. Nella Siberia occidentale essa si allarga a cavallo della Transiberiana ed è attualmente posta a coltura, specialmente in corrispondenza della regione delle terre nere assai fertili. Mancano gli alberi, che si trovano tuttavia sulle rive dei fiumi. L'occupazione umana e le coltivazioni hanno fatto sparire anche la fauna primitiva, che comprendeva cavalli selvatici, emioni, cervi, caprioli, cinghiali, ecc.
Sui versanti dei rilievi meridionali cresce la foresta che si spinge a notevole altezza, fin sopra 1000 m s. m. sui pendii esposti a sud, per cedere più in alto il posto ai pascoli. Nelle alture della valle dell'Amur predominano le latifoglie e la fauna diventa più numerosa e comprende anche dei grandi carnivori come la tigre siberiana e il leopardo: numerosi sono gli uccelli, particolarmente i rapaci e i palmipedi. La fauna è assai ricca; oltre agli orsi, ai lupi e ai grandi ruminanti, come l'alce e il capriolo, numerosissimi sono gli animali da pelliccia, come lo zibellino, lo scoiattolo, la martora, la puzzola e varie qualità di volpi; questi animali da pelliccia sono oggetto di caccia da parte delle popolazioni indigene, ma ora sono anche allevati in speciali fattorie di Stato. Assai numerosi sono anche i roditori, particolarmente le lepri e molte altre specie di piccoli mammiferi.

## Società

### Evoluzione demografica

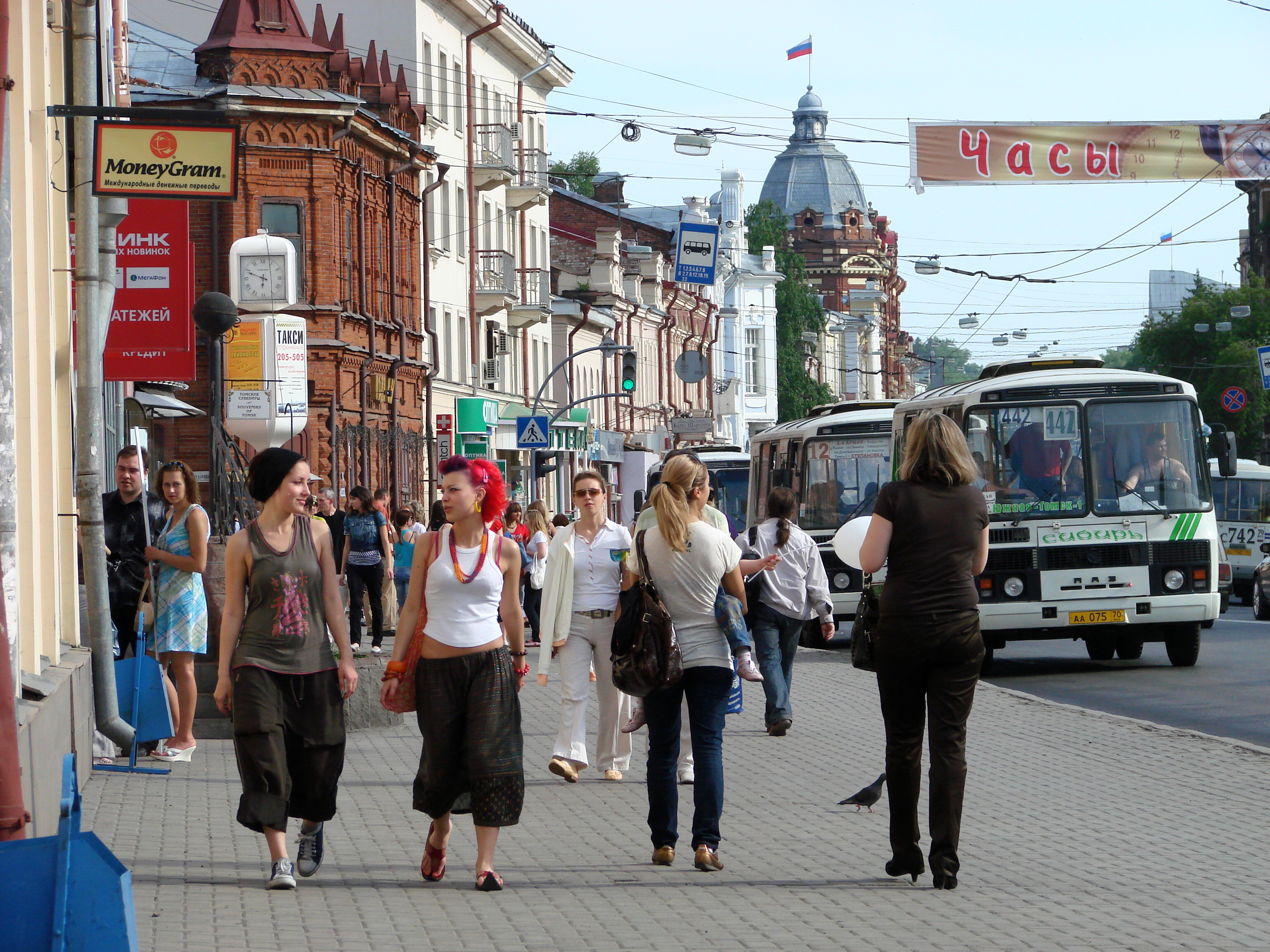
Tomsk

Secondo il censimento russo del 2010 i circondari federali della Siberia e quello dell'Estremo Oriente, situati interamente ad est dei monti Urali, contano complessivamente una popolazione di circa 25,6 milioni. Gli oblast' di Tjumen' e di Kurgan che sono geograficamente in Siberia ma che sono amministrativamente parte del circondario federale degli Urali insieme hanno una popolazione di circa 4,3 milioni. Di conseguenza, tutta la regione della Russia asiatica (o Siberia nel più ampio uso del termine) è la patria di circa 30 milioni di persone. Ha una densità abitativa di circa tre persone per chilometro quadrato.
Gran parte dei Siberiani sono Russi e Ucraini. Vi sono circa 400 000 Tedeschi che vivono in Siberia. Gruppi mongoli e turchi, come i Buriati, i Tuvani, gli Jakuti e i Tatari siberiani, vivono da tempo nelle contrade siberiane. I Buriati assommano a 445 175 elementi, fatto che li rende la più folta minoranza in Siberia. Secondo il censimento del 2002, vi sono anche 443 852 Yakuti. Altri gruppi sono costituiti da Ket, Evenchi, Ciukci, Coriachi, Yupik e da Yukaghiri.
Circa il 70% delle persone di Siberia vive nelle città. La maggior parte delle persone che vivono nelle città risiede in appartamenti. Molte persone vivono anche in zone rurali, in case semplici e spaziose di legno. Novosibirsk è la più grande città della Siberia, con una popolazione di circa 1,5 milioni di abitanti. Tobol'sk, Tomsk, Tjumen', Krasnojarsk, Irkutsk e Omsk sono i più antichi centri storici.

## Economia

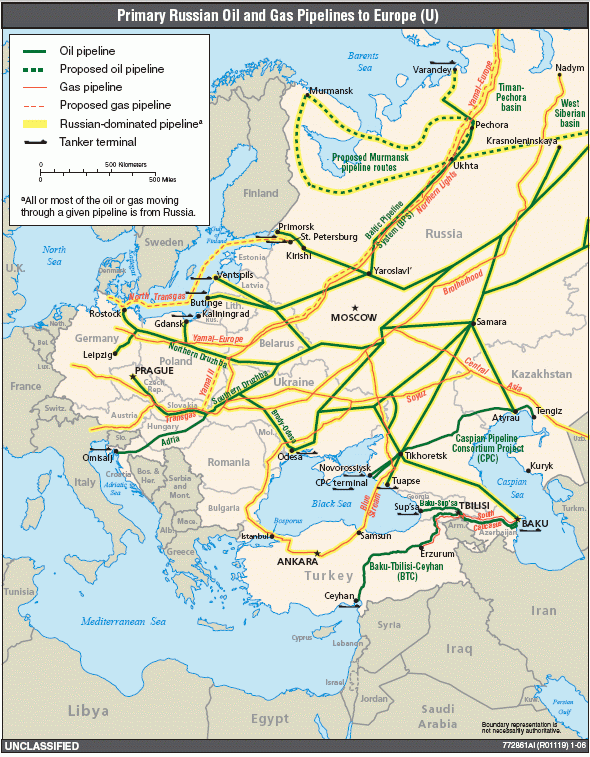
La Russia è uno dei principali fornitori di petrolio e gas naturale a gran parte dell'Europa

La Siberia è straordinariamente ricca di minerali, contenenti vene di quasi tutti i metalli preziosi da un punto di vista economico - in gran parte a causa della mancanza di glaciazione quaternaria all'esterno delle zone di montagna. Ha alcuni dei più grandi giacimenti al mondo di nichel, oro, piombo, carbone, molibdeno, gesso, diamanti, diopside, argento e zinco, oltre ad ampie risorse inutilizzate di petrolio e gas naturale. La regione di Khanty-Mansiysk ospita il 70% dei campi petroliferi sviluppati della Russia. La Russia contiene circa il 60% delle risorse conosciute al mondo di nickel presso il deposito Noril'sk in Siberia. Norilsk Nickel è il più grande produttore al mondo di nichel e palladio.
L'agricoltura siberiana è fortemente limitata dalla breve stagione di crescita in gran parte della regione. Tuttavia, nel sud-ovest, dove i terreni neri sono estremamente fertili e il clima è un po' più moderato, vi è ampia coltivazione di frumento, orzo, segale e patate, insieme con il pascolo di un gran numero di capre e vacche. Altrove la produzione alimentare, a causa della scarsa fertilità dei suoli podzolici e dell'estrema brevità delle stagioni di crescita, è limitata alla pastorizia delle renne nella tundra, che è stata praticata dai nativi per oltre 10 000 anni. La Siberia ha le più grandi foreste del mondo grazie alla presenza di vastissime porzioni di taiga. Il legname rimane una fonte importante di reddito, anche se molte foreste a est risultano piuttosto sfruttate ovvero tagliate molto più rapidamente di quanto siano in grado di rigenerarsi. Il mare di Ochotsk è uno dei posti più ricchi di pesca del mondo a causa delle sue correnti fredde e delle sue maree molto elevate, e quindi la Siberia produce oltre il 18% del pescato annuale del mondo, anche se la pesca è diminuita un po' dopo il crollo dell'URSS.

## Geografia antropica

### Suddivisioni amministrative

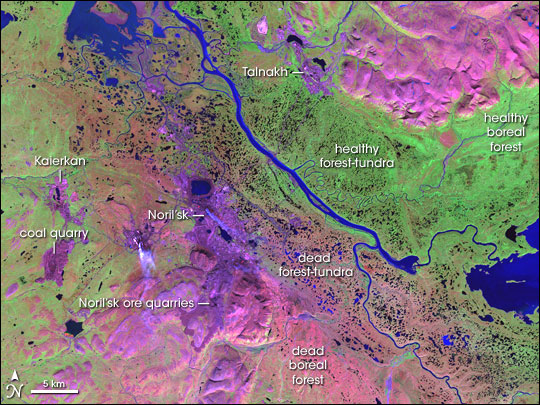
Immagine in falsi colori della città della Siberia di Noril'sk. Ombre di rosa e violetto segnano la terra nuda: formazioni rocciose, città, miniere, e luoghi dove l'inquinamento ha rovinato la vegetazione. Verde vivace indica zone prevalentemente sane di foresta tundro-boreale. L'acqua è colorata in blu. Il fiume Noril'skaja taglia l'immagine, e il terreno della foresta della tundra su entrambe le rive è crivellato di piccoli laghetti. Raggruppamenti di fumo bianco-blu (appena a sinistra del centro) arrivano dalle ciminiere più a est di Noril'sk. I bassi venti in rosa cupo e sbiadito della città, così come il violetto intenso delle colline appena fuori Noril'sk hanno danneggiato in maniera medio-alta la vegetazione. A nord-est del fiume l'ecosistema appare più in salute. Una grande miniera di carbone, una delle fonti energetiche di Noril'sk, è visibile come una chiazza violetta a sud della città di Kaierkan.

Amministrativamente, la regione geografica della Siberia si estende sull'omonimo circondario federale, sul circondario federale degli Urali e su quello dell'Estremo Oriente. Tali circondari federali sono a loro volta suddivisi nei seguenti soggetti federali:
- Territorio dell'Altaj; centro amministrativo: Barnaul
- Repubblica dell'Altaj; centro amministrativo: Gorno-Altajsk
- Repubblica della Buriazia; capitale: Ulan-Udė
- Oblast' di Čita; centro amministrativo: Čita
- Oblast' di Irkutsk; centro amministrativo: Irkutsk
- Repubblica di Chakassia; capitale: Abakan
- Oblast' di Kemerovo; centro amministrativo: Kemerovo
- Circondario dei Coriacchi; centro amministrativo: Palana
- Territorio di Krasnojarsk; centro amministrativo: Krasnojarsk
- Oblast' di Novosibirsk; centro amministrativo: Novosibirsk
- Oblast' di Omsk; centro amministrativo: Omsk
- Repubblica di Sacha Jakuzia; capitale: Jakutsk
- Oblast' di Tomsk, centro amministrativo: Tomsk
- Repubblica di Tuva; capitale: Kyzyl
- Circondario autonomo di Čukotka; centro amministrativo: Anadyr'
- Circondario autonomo dei Chanty-Mansi; centro amministrativo: Chanty-Mansijsk
- Circondario autonomo Jamalo-Nenec; centro amministrativo: Salehard

### Città principali

L'andamento della popolazione delle nove più grandi città della Siberia

Tra le principali città vi sono (tra parentesi gli abitanti al 2020):
- Novosibirsk (1 625 631)
- Omsk (1 154 507)
- Krasnojarsk (1 093 771)
- Tjumen' (807 400)
- Barnaul (632 391)
- Irkutsk (623 562)
- Tomsk (576 624)
- Kemerovo (556 382)
- Novokuzneck (552 105)

## Storia

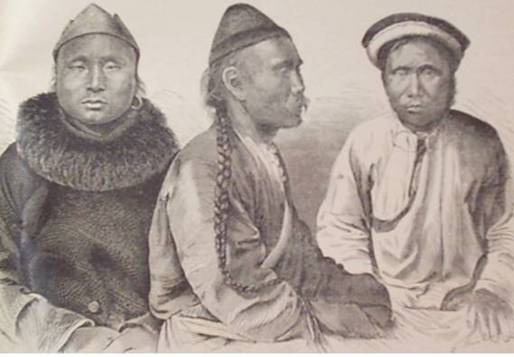
Litografia mostrante tre popoli della Siberia: Samoiedi, Mancesi ed Evenchi

## Religione

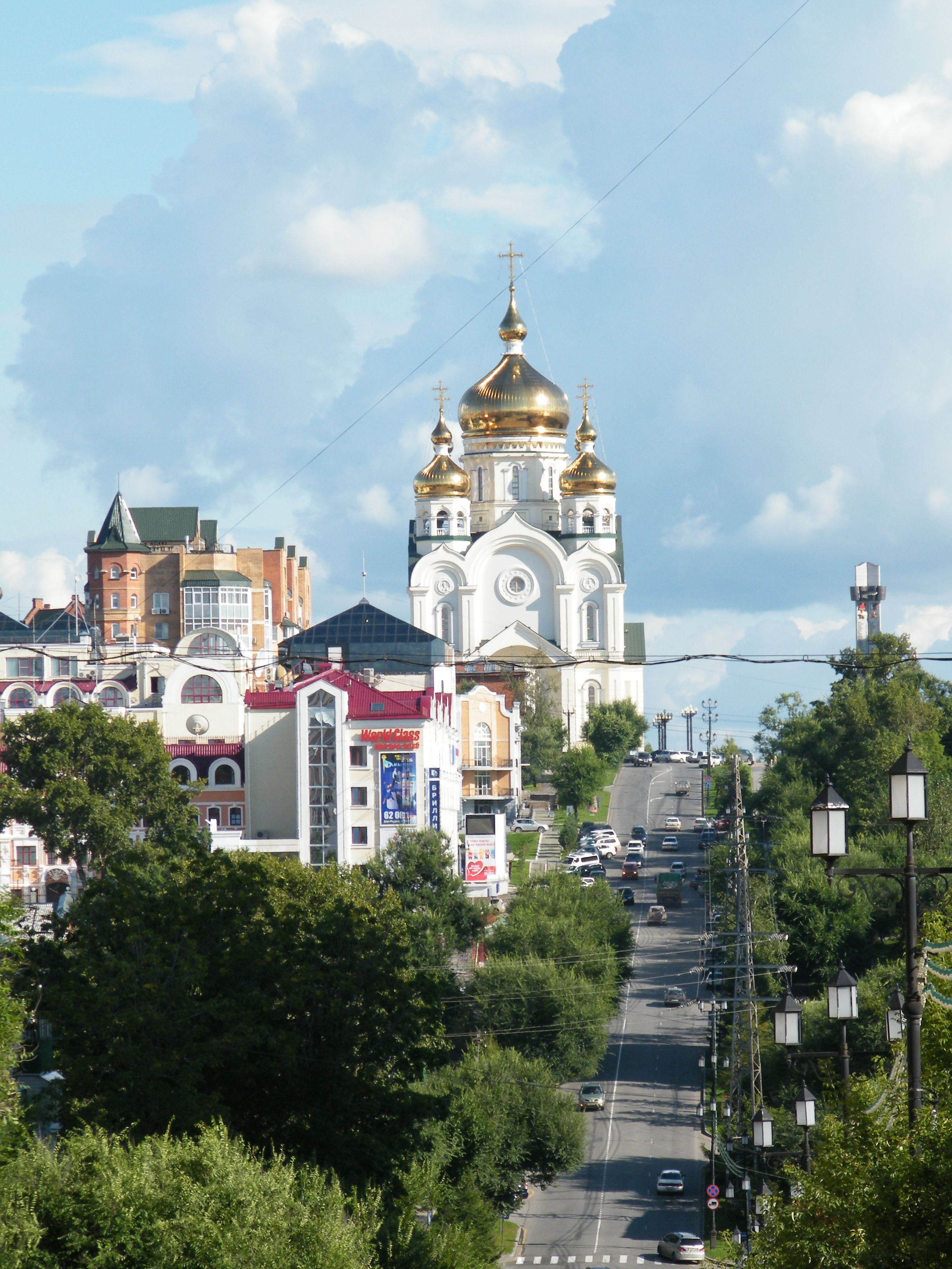
Cattedrale della Trasfigurazione, Chabarovsk

Ci sono varie credenze in Siberia, principalmente il Cristianesimo ortodosso, il Buddismo tibetano e l'Islam. Si stima che circa 70 000 ebrei vivano in Siberia, e vi è anche la Provincia autonoma degli Ebrei. Il gruppo predominante è la Chiesa ortodossa russa.
La Siberia è considerata il locus classicus dello sciamanesimo e il politeismo è popolare. Queste religioni native risalgono a centinaia di anni fa. Il vasto territorio della Siberia ha molte diverse tradizioni locali di divinità. Queste includono: Ak Ana, Anapel, Bugady Musun, Kara Khan, Khaltesh-Anki, Kini'je, Ku'urkil, Nga, Nu'tenut, Numi-Torem, Numi-Turum, Pon, Pugu, Todote, Toko'yoto, Tomam, Xaya Iccita, Zonget. Olkhon, un'isola del Lago Baikal è un esempio di luogo con delle aree sacre dedicate a queste divinità.

## Sport
Il Bandy è perfino più popolare in Siberia che nella Russia europea. Anche l'hockey su ghiaccio è piuttosto popolare, e la Kontinental Hockey League include tra le sue file numerose squadre siberiane.

## Transiberiana

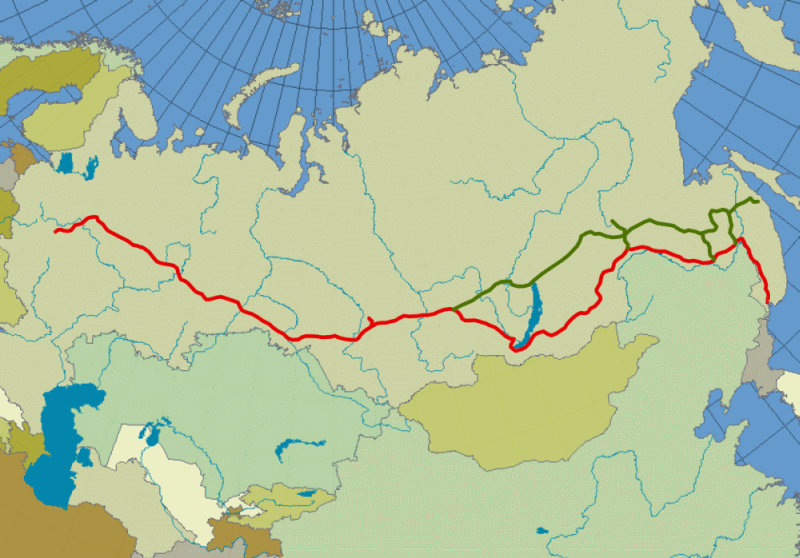
Percorso principale della Transiberiana (rosso) e la ferrovia Bajkal-Amur (verde)

La celeberrima ferrovia Transiberiana è la tratta che unisce con una linea ferroviaria le parti più estreme della Russia, da Mosca fino alla perla della Siberia Vladivostok, o con un itinerario diverso fino a Pechino.
Voluta dallo zar Alessandro III nella seconda metà dell'Ottocento per favorire lo sviluppo della Siberia, la sua costruzione ebbe inizio nel 1891 e durò all'incirca un decennio. All'epoca, la Transiberiana si interrompeva all'altezza del Lago Bajkal per poi riprendere dalla sponda opposta, e solo dopo alcuni anni iniziò la costruzione del tratto di ferrovia che oggi passa a sud del lago. Dopo ulteriori estensioni durante il XX secolo, si sviluppa per una lunghezza di quasi 10000 km essendo di fatto la più lunga linea ferroviaria del mondo.